# گرودن
گرودن (به آلمانی: Gröden) یک شهر در آلمان است که در البه-الشتر واقع شده‌است. گرودن ۱٬۶۱۳ نفر جمعیت دارد.